# Каргалинское сельское поселение (Татарстан)
Каргалинское сельское поселение (Каргали) — муниципальное образование в Чистопольском районе Республики Татарстан.
В состав поселения входят 2 населённых пункта: село Каргали (административный центр) и деревня Михайловка.
Граничит с Исляйкинским, Староромашкинским, Татарско-Елтанским, Татарско-Толкишским сельскими поселениями и Новошешминским районом.
Площадь территории сельского поселения составляет 80,865 км².
Глава сельского поселения — Загидуллин Марат Ахмадуллович.
| 2010  | 2011  | 2012  | 2013  | 2014  | 2015  | 2016  |
| ----- | ----- | ----- | ----- | ----- | ----- | ----- |
| 1988  | ↘1983 | ↘1974 | ↘1961 | ↘1891 | ↘1875 | ↘1805 |
| 2017  | 2018  |       |       |       |       |       |
| ↘1788 | ↘1750 |       |       |       |       |       |